# Vaihingen (Stuttgart)

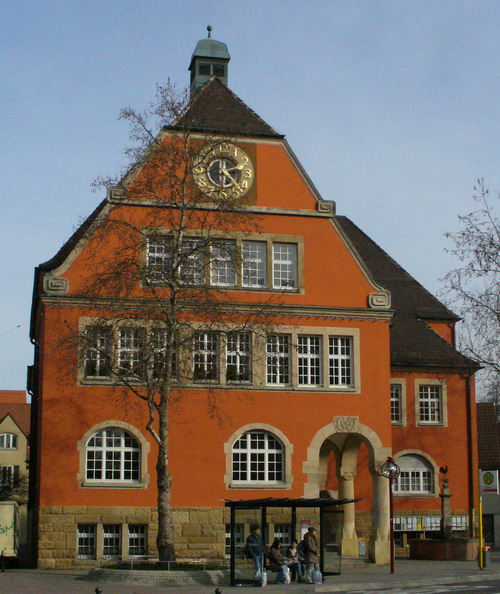
Stadhuis van Stuttgart-Vaihingen

Vaihingen, ook bekend als Stuttgart-Vaihingen, is een deelgemeente (Stadtbezirk) in het hooggelegen zuidwesten van Stuttgart, de hoofdstad van de Duitse deelstaat Baden-Württemberg. Met 21 km² is Vaihingen de grootste deelgemeente van Stuttgart – het omvat een groot aandeel bosgebied. Tussen 1970 en 1990 werden in de "Campus Pfaffenwald" de meeste onderdelen van de Universiteit van Stuttgart en van andere instellingen voor hoger onderwijs gevestigd.
Oorspronkelijk was Vaihingen een zelfstandige gemeente, met de naam Vaihingen auf den Fildern, in de geschiedenis voor het eerst vermeld rond het jaar 1100. Op 1 april 1942 werd het, samen met Möhringen auf den Fildern, geannexeerd door Stuttgart.

## Stadsdelen
De deelgemeente Vaihingen bestaat uit de volgende wijken:
- Büsnau
- Dürrlewang
- Rohr
- Vaihingen, dat per 1 juli 2007 verder werd opgedeeld in:
  - Dachswald
  - Heerstraße
  - Höhenrand
  - Lauchäcker
  - Österfeld
  - Pfaffenwald
  - Rosental
  - Vaihingen-Mitte
  - Wallgraben-West

Sindsdien bestaat Stuttgart-Vaihingen uit twaalf stadsdelen.

## Bron
- Dit artikel of een eerdere versie ervan is een (gedeeltelijke) vertaling van het artikel Vaihingen (Stuttgart) op de Duitstalige Wikipedia, dat onder de licentie Creative Commons Naamsvermelding/Gelijk delen valt. Zie de bewerkingsgeschiedenis aldaar.